# Rassegregering
Rassegregering är när människor av olika etniska grupperer systematiskt av samhället hålls åtskilda i sitt dagliga liv. Rassegregering har bland annat förekommit under apartheideran i Sydafrika. Segregerande lagstiftning förknippas även med USA där sådana blev vanliga efter amerikanska inbördeskriget och slaveriets avskaffande, i synnerhet i de stater som utgjort konfederationen, där delstatsregeringar dominerade av Demokratiska partiet efter ockupationens slut gavs fria händer att införa lagstiftning baserad på devisen separate but equal, populärt kallat Jim Crow-lagarna, vilket förklarades förenligt med konstitutionen genom Plessy vs Ferguson 1898. Rassegregering infördes även på federal nivå under Woodrow Wilsons administration, och avskaffades slutgiltigt under 1960-talet under påtryckningar av den så kallade medborgarrättsrörelsen i USA. Det första steget mot avskaffande var domslutet Brown vs Board of Education 1954, kort därefter följt av fallet Rosa Parks och en bussbojkott mot delstaten Alabamas bestämmelser om rassegregation. Delstatlig och privat rassegregering (t.ex. i privata restauranger) förbjöds uttryckligt i hela USA genom Civil Rights Act 1964 och Voting Rights Act 1965, som drevs igenom av Lyndon Johnsons administration. Lagstiftning hade förberetts och förespråkats av dennes företrädare John F. Kennedy för att öppet ha diskuterats under Dwight D. Eisenhower, vars nära vän och partikollega Thomas Dewey infört de första antidiskrimineringslagarna under sin tid som guvernör i delstaten New York. Det första presidentvalet med allmän rösträtt ägde följaktligen rum 1968. De första allmänna valen i Sydafrika organiserades 1994, efter apartheidlagarnas avskaffande.